# Шіньйо (моторний човен)

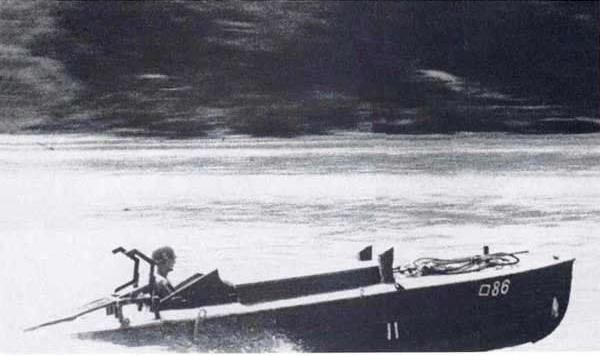
Американський солдат випробовує Шиньйо. 1945

Шіньйо (Сінйо) (яп. 震洋, Shin'yō, Моретрус) — японський одномісний моторний човен з вибухівкою для суїцидних атак завершального періоду Другої світової війни. Використовувались Імперським флотом Японії і Імперською армією Японії. Використання човнів не передбачало однозначної загибелі стернового-тейсінтай. Для успішного виконання місії стерновий у більшості випадків мав непомітно підійти до корабля на малих оборотах мотора чи за допомогою весел. Це давало йому можливість стрибнути у воду до вибуху при великій ймовірності загинути від вибухової хвилі, уламків.

## Історія
На початку 1944 в Імператорському флоті Японії почали розробляти концепцію протидії спробам висадки на терени Японії за допомогою одномісних моторних човнів з 270 кг потужної вибухівки, що наводилась на ціль стерновим-смертником. У березні 1944 виготовили 4 прототипи з дерев'яними корпусами і 2 з металевими. Вони мали довжину 6 м, ширину 1,67 м, осадку 0,33 м. Випробування 27 травня 1944 показали необхідність подальшої розробки проєкту. Було розроблено 8 типів човнів (без № 4, як нещасливого). У серійне виробництво пішли Тип 1 модифікація 1 і Тип 8.
Тип 1 модифікація 1 довжиною 5,1 м, шириною 1,65 м мотор потужністю 67 к.с. розганяв до 26 вузлів. Поздовжній трос повинен був підіймати бонові загородження. Поруч з стерновим кріпились дві некеровані 12-см ракети. На кормі містилось 270 кг суміші гексилу і тринітроанісолу з двома детонаторами від мін, які міг приводити в дію стерновий.
Тип 8 при 8 м довжині і швидкості 23 вузли ніс 3 членів екіпажу, дві 28-см торпеди тип 5 з дальністю 1500 м. Їхнє серійне виробництво планували розпочати в жовтні 1945 р.
Стерновими човнів набирали юнаків 15—16 років з перспективою швидкого кар'єрного росту, фінансової допомоги родині після успішного виконання завдання. Було сформовано батальйон (Gyro Tai) з відділенням командування (14 осіб), трьома ротами з 30 осіб і 100 човнів. Їх почали виробляти до 400—600 одиниць щомісяця на 9 корабельнях. На початок 1945-го виготовили 6200 човнів. Вони використовувались на Яві, у Філіппінах, Шанхаї, Сінгапурі.
У флоті вони посідали третє місце за важливістю після торпед Кайтен, мінічовнів Кайру. На острові карене було захоплено 390 неушкоджених човнів, що призначались для захисту Окінави, де втрачено 700 човнів переважно атаками з повітря. Наявність радарів зводила нанівець спроби атакувати військові кораблі. Порти успішно блокували загостреними колодами, що пробивали днища човнів.
Човни Шіньйо потопили чи пошкодили 24 ворожі катери (переважно десантні, патрульні), кораблі, серед яких було пошкоджено 3 есмінці. Втрати стернових і команд підтримки човнів Шіньйо склали 2557 осіб.